# Verdeckte Parallele
Von einer verdeckten Parallele spricht die Kontrapunktlehre, wenn zwei Stimmen in dieselbe Richtung fortschreiten und dabei eine vollkommene Konsonanz (Einklang, Oktave oder Quinte) erreichen.
Der sogenannte Horngang enthält somit verdeckte Quintparallelen.
Erklärt wird der Begriff dadurch, dass „offene“ Parallelen entstünden, sobald die vorhandenen Sprünge schrittweise ausgefüllt (diminuiert) würden. Solche direkten Prim-, Quint- und Oktavparallelen schließt die Kontrapunktlehre aus:

“Vides ergo, quomodo diminuendo Quintae saltum, duae Quintae, quarum una antè per diminutionem abscondita erat, patefiant.”

„Du siehst also, wie durch die Diminution des Quintsprungs zwei Quinten, wovon eine zuvor verdeckt war, offenbar werden.“

Historische Kompositionslehren monieren verdeckte Parallelen insbesondere in zweistimmigen Sätzen. Stilforschungen zeigen, dass sie in der kompositorischen Praxis darüber hinaus vor allem dann als unproblematisch gelten, wenn die obere der beteiligten Stimmen einen Sekundschritt macht. Ein Verbot verdeckter Parallelen hob Hugo Riemann völlig auf.